# Cordillera del Diablo
La cordillera del Diablo (título original: Diablo Range) es una subcordillera de la cordillera costera de California en el centro-oeste de California, Estados Unidos. Su nombre fue oficial el 19 de enero de 1981.
Se extiende hacia el sureste por aproximadamente 180 millas (290 km) desde el solitario monte Diablo de 3849 pies (1173 metros) dentro del parque estatal del Monte Diablo (condado de Contra Costa), a unas 20 millas (30 km) al este de Oakland, hasta el noroeste del condado de Kern. 

## Ubicación
La cordillera del Diablo corre paralelamente al océano Pacífico. Se extiende desde la parte oriental del área de la Bahía de San Francisco, en el estrecho de Carquinez, hacia el sur, hacia el Paso Polonio, cerca de la ciudad de Paso Robles. Conforma una frontera entre el valle del Salinas, al oeste, y el inmenso Valle Central de California, al oeste. De esa manera la cordillera atraviesa los condados de Kern, Kings, Fresno, Monterey, Merced, San Benito, Santa Clara, Stanislaus, San Joaquín, Contra Costa y Alameda. También cabe añadir, que las primeras 10 montañas tienen al menos 1420 metros o más. El río San Joaquín la bordea al noreste, el valle de San Joaquín al sureste, mientras que en el noroeste el Valle Santa Clara la bordea y en el suroeste el río Salinas.
Tiene un promedio de altura de 3000 a 4000 pies (900 a 1200 metros). Su lugar más alto es la montaña San Benito (condado de San Benito), la cual tiene una altitud de 5240 pies (1597 metros). En total tiene 341 montañas.

## Geología
La cordillera del Diablo, igual que el resto de la cordillera de la Costa del Pacífico se formó como resultado del movimiento y la elevación de la corteza a lo largo de las numerosas fallas transversales de la región. En particular, algunas partes de la región albergan ofiolitas y rocas sedimentarias de las eras mesozoica y cenozoica. Sobre todo se ha creado allí al respecto serpentinita, que se desarrolló hace 30-140 millones de años. La cordillera también alberga una parte significativa del Complejo Franciscano, compuesto principalmente por lutitas, conglomerados y lutitas de grauvaca ligeramente metamorfoseadas.

## Naturaleza
Debido a su ubicación tierra adentro, la cordillera del Diablo se encuentra en la zona de sombra pluvial de otras cordilleras al este, como las montañas de Santa Cruz y la cordillera de Santa Lucía. Por lo tanto, la cordillera del Diablo recibe relativamente poca precipitación, incluso en sus cotas más altas. La mayoría de los inviernos en la cordillera son bastante suaves, con escasas precipitaciones, mientras que los veranos tienden a ser muy calurosos y excepcionalmente secos. Una parte significativa de la cordillera del Diablo está cubierta por chaparrales y bosques del interior de California, con algunas masas de pino de cono cerrado por encima de los 1200 m (4000 pies). Por ello, según la clasificación climática de Köppen, la subcordillera tiene un clima mediterráneo.
Gracias a la serpentinita que hay en la cordillera, la cordillera del Diablo alberga una amplia gama de áreas ecológicas y especies. Se considera además una reserva crucial para la biodiversidad de California, ya que constituye un hábitat esencial para la fauna del estado. De hecho, la sección más septentrional de la cordillera del Diablo alberga incluso la mayor densidad de águilas reales del mundo. También se cree que es una importante fuente de biodiversidad genética para la población de pumas de California, en rápida disminución. Además de esta abundante fauna, la cordillera del Diablo alberga una combinación única de ecosistemas diferentes. Esto incluye suelos serpentinos, donde especies de plantas muy raras pueden crecer y prosperar. De hecho la cordillera tiene un total de 20 % de las especies de plantas conocidas del estado y hay la posibilidad de encontrar más.
Cabe también mencionar, que, dentro de la cordillera, el wapití de Tule (Cervus canadensis nannodes), que estuvo a punto de extinguirse debido a la caza durante la década de 1870, se ha recuperado gracias a la preservación de su hábitat en la región. Este wapití es una subespecie única que solo se encuentra en California. Además, la mariposa damero de la bahía (Euphydras editha bayensis), una especie amenazada a nivel federal que solo se encuentra en el área de la Bahía de San Francisco, tiene parte de su último hábitat restante en la cordillera del Diablo. El cóndor de California también se avista con frecuencia en toda la región, ya que comienza a expandirse y recuperarse gracias a los dedicados esfuerzos de conservación. Finalmente es importante mencionar, que, aunque la cordillera está cerca de varias grandes ciudades, el lugar aun así está en su mayor parte intacta en su hábitat.